# Hochgebet

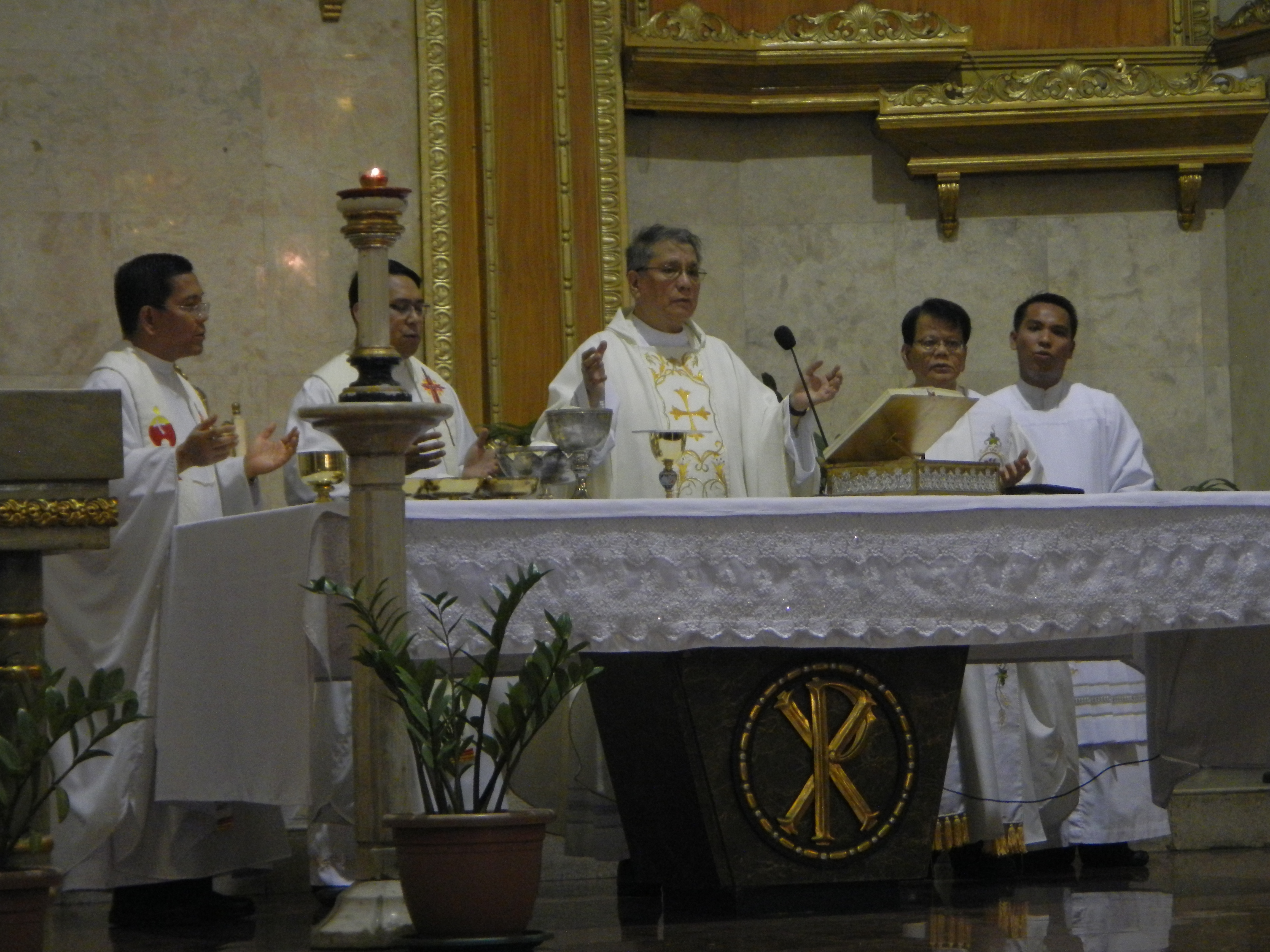
Konzelebrierende Priester in Orantenhaltung beim Hochgebet (Manila, 2013)

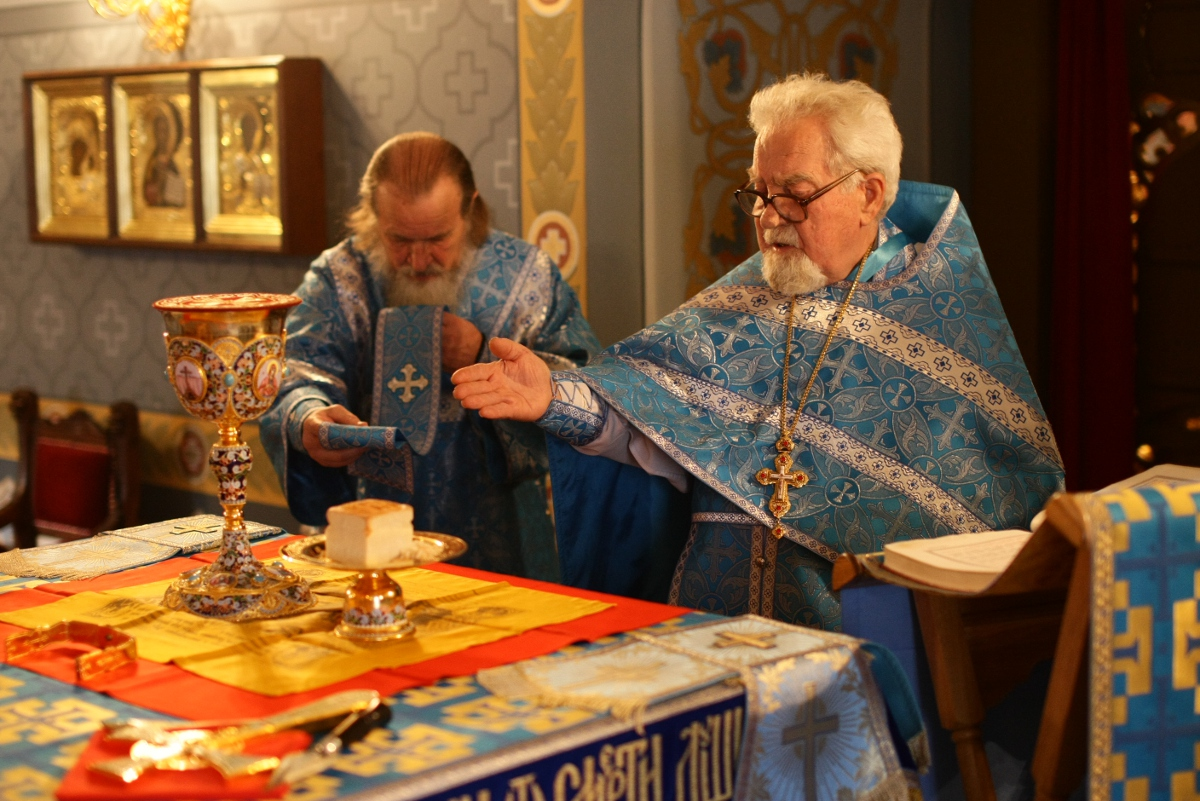
Byzantinische Liturgie, Priester und Diakon beim Hochgebet

Hochgebet oder Anaphora (griech. Αναφορά  „Erhebung“) bezeichnet die Gattung der großen Lob- und Dankgebete in der christlichen Liturgie. Sie haben ihren Ort in der liturgischen Feier der Sakramente, vor allem in der Eucharistiefeier, und bei einigen Sakramentalien. 

## Begrifflichkeit und Reichweite
Die Gattung entwickelte sich aus den jüdischen Lob- und Segensgebeten (den Berachot), und in dieser Tradition sind die Gebete meist an Gott Vater gerichtet. Die Bezeichnung Hochgebet ist im Deutschen seit Anton Baumstark (1872–1948) üblich.
Die weithin übliche und auch verständliche synonyme Benutzung von Hochgebet und Kanon (lateinisch Canon Missae) in der heiligen Messe ist nicht ganz präzise: Als „Hochgebet“ (auch: „eucharistisches Hochgebet“, lateinisch Prex eucharistica) wird das gesamte Gebet vom Eröffnungsdialog bis zur Schlussakklamation bezeichnet, während „Kanon“ die Bezeichnung für alle Teile nach dem Sanctus ist. Außerdem war Canon Missae oder Canon Romanus über 1400 Jahre lediglich das heutige erste Hochgebet. Das römische Messbuch kennt überdies die Bezeichnung Hochgebet sowohl für das ganze Gebet als auch für den Teil nach dem Sanctus.

### Heilige Messe
Im Hochgebet gelangt die eucharistische Liturgie zu ihrem Höhepunkt als Lobpreis, Erinnerung und Bitte mit dem Ziel der Kommunion an den geheiligten Gaben. Eucharistische Hochgebete gibt es in der römisch-katholischen und der altkatholischen Kirche wie auch den vorchalkedonischen, orthodoxen, anglikanischen und lutherischen. Dort wird ihnen auch konsekratorische Kraft zugeschrieben, dass durch die Bitte um den Heiligen Geist (in den morgenländischen Kirchen) beziehungsweise nach erfolgter Epiklese mit dem Einsetzungsbericht „die Kraft der Worte und des Handelns Christi und die Macht des Heiligen Geistes“ (in den abendländischen Kirchen) die Gaben von Brot und Wein wahrhaft in Leib und Blut Christi gewandelt werden.

### Hochgebete bei Sakramentenfeiern und Sakramentalien
Zur Gattung der Hochgebete gehören auch die Segensgebete aller Sakramentenfeiern: der Lobpreis und die Anrufung Gottes über dem Wasser der Taufe, das Gebet über die Firmlinge, das Lossprechungsgebet bei der Buße, das Segensgebet über die Brautleute bei der Trauung, das Weihegebet bei Konsekrationshandlungen, so der Chrisam-Weihe, sowie der Osterlobpreis über der Osterkerze (Exsultet) und bis 1955 auch die Palmweihe.

## Struktur der eucharistischen Hochgebete
Alle eucharistischen Hochgebete in der heiligen Messe enthalten folgende Teile:
- Eröffnungsdialog und Präfation („Eingangsworte“): Der Priester verherrlicht vor Gott und der Gemeinde „Gott, den Vater, und sagt ihm Dank für das gesamte Heilswerk oder für eine bestimmte Heilstat, je nach Tag, Fest oder Zeit.“ (Grundordnung des Römischen Messbuchs, Nr. 79)
- Anamnese: Gedächtnis der Heilstaten Gottes in Christus – beim Eucharistischen Hochgebet beginnend mit der dankend-rühmenden Präfation, gefolgt von der von Priester und Volk in der Regel gemeinsam gesungenen Akklamation, dem Sanctus.
- Epiklese: Herabrufen des Heiligen Geistes über die eucharistischen Gaben und über die versammelte Gemeinde, die sich mit Christus und untereinander durch die Kommunion vereint.
- Einsetzungsbericht mit Wandlungsworten
- Interzessionen: die an die Epiklese anschließenden Bitten führen die Einheitsbitte der Epiklese aus, indem die Gemeinde um Einheit mit der Kirche der Vergangenheit (Tote), der Gegenwart (Papst und Bischöfe) und der Zukunft (Heilige) bittet.
- Schlussdoxologie
- Amen: als Ausdruck der Zustimmung aller Mitfeiernden.

Diese Elemente können mehrfach und in unterschiedlicher Reihenfolge erscheinen, keines darf aber völlig fehlen.
Das Hochgebet ist ein Präsidialgebet, das der Vorsteher als feierlich-öffentliche Proklamation im Namen der Gemeinde durch Jesus Christus im Heiligen Geist an den Gott, den Vater richtet. Die Gemeinde bekräftigt es durch ihre Akklamation.

## Römisch-katholische Kirche
Die ältesten lateinischen eucharistischen Hochgebetstexte finden sich im 4. Jahrhundert, z. B. bei Ambrosius von Mailand, die heutige Form (Hochgebet I des jetzigen Messbuchs) im 6. Jahrhundert wohl nicht bei Papst Gregor I., sondern in den Sakramentaren des 8. Jahrhunderts. Vom beginnenden Mittelalter an wurde das römische Hochgebet, der römische Messkanon (Canon Romanus), vom Priester, abgesehen von Ausnahmen (z. B. altslawischer Ritus), auf Latein und nach dem Sanctus bis zur Doxologie ausschließlich leise gebetet. Seit der Liturgiereform des Zweiten Vatikanischen Konzils wird es vom Priester wieder deutlich vernehmbar gesprochen, seit 1967 überwiegend in der Landessprache.
Das von Papst Paul VI. herausgegebene Römische Messbuch bietet vier Hochgebete zur Auswahl: Das erste Hochgebet ist der überarbeitete Canon Romanus. Das zweite Hochgebet ist eine um das Sanctus sowie die Interzessionen erweiterte und in der Abfolge Wandlungsepiklese – Stiftungslobpreis – Kommunionepiklese bearbeitete Version des Eucharistiegebetes aus der – in der überlieferten Form wohl zu Unrecht – Hippolyt von Rom zugeschriebenen „Traditio Apostolica“ (wahrscheinlich 4. Jahrhundert, ursprünglich griechisch). Das dritte Hochgebet ist eine Neuschöpfung und das vierte Hochgebet enthält aus dem christlichen Osten stammende Formulierungen und wurde in dieser Form auch neu nach dem Konzil geschaffen. Darüber hinaus approbierte Paul VI. weitere Hochgebete, die in die dritte Ausgabe des Missale Romanum aufgenommen wurden, nämlich die beiden Hochgebete mit dem Thema „Versöhnung“ (von denen nur eines ins Deutsche übersetzt wurde), ein Hochgebet für Gehörlose und drei Hochgebete für Messfeiern mit Kindern, die mit weiteren Akklamationen ausgestattet wurden. Der nach der Liturgiereform aufgekommene Vorschlag, den Bischofskonferenzen verschiedener Länder die Erstellung weiterer Hochgebete zu überlassen, wurde von Papst Paul VI. abgelehnt; allerdings wurde den Bischofskonferenzen das Recht auf Einreichung neuer Präfationen zugestanden. Indes wurden vom Heiligen Stuhl durchaus einzelne Sonderformulare für regional beschränkte Verwendung genehmigt, so für Trauungsmessen in Kanada oder ursprünglich für die Schweizer Synode das „Hochgebet für besondere Anliegen“ mit vier Präfationen und jeweils dazugehörigen austauschbaren Interzessionen. Die Texte des Hochgebets verlangen von ihrem Wesen her „mit deutlicher und lauter Stimme vorgetragen und von allen aufmerksam angehört [zu] werden“ (Grundordnung des Römischen Messbuchs, Nr. 32).
Neben dem römischen Messbuch gibt es noch weitere Messbücher von Eigenriten, die zur westlichen bzw. lateinischen Ritusfamilie gehören:
- Das sogenannte (nach dem Zweiten Vatikanischen Konzil reformierte) Ambrosianische Messbuch kennt sechs Hochgebete. Die ersten vier sind mit den Hochgebeten des Missale Romanum von 1969 identisch, das fünfte ist ein Eigentext für den Gründonnerstag, das sechste ein Eigentext für die Osternacht. Die Struktur und der Aufbau aller Hochgebete gleichen sich.

- Das (ebenfalls nach dem Zweiten Vatikanischen Konzil reformierte) Mozarabische Messbuch kennt für das Hochgebet einen eigenen Eröffnungsdialog: Diese Präfation wird „Illatio“ (/lateinisch Darbringen, Opfern) genannt. Die Gebetsansprache an den Vater wird nicht immer konsequent durchgehalten und der im römischen Messbuch üblichen Sanctus-Akklamation werden die griechischen Worte „hagios, hagios, hagios, kyrie o theos“ des Trishagion beigefügt, auf die eine eigene und recht selbstständige „Oratio post sanctus“ (Gebet nach dem Sanctus) folgt. Gleichbleibend ist stets das quam pridie, also die Wandlungsworte bzw. der Stiftungslobpreis. Auf die Wandlungsworte über Brot und Wein folgt jeweils die Akklamation „Amen“, danach eine eigene „oratio post pridie“ und dann eine Schlusswendung. Die Epiklese ist bisweilen nur angedeutet, ebenso die Interzessionen. Noch stärker als der Canon Romanus in seiner alten Form, vor der Reform durch Paul VI., machen die mozarabischen Texte den Eindruck einer losen Folge unabhängiger Einzelgebete, die nicht genau aufeinander abgestimmt sind.

Die Abfolge der einzelnen Teile des eucharistischen Hochgebets im römischen Messbuch sind:
- Eröffnungsdialog
- Präfation
- Sanctus
- Epiklese (Wandlungsepiklese)
- Einsetzungsbericht und Konsekration
- Anamnese
- Darbringung
- Kommunionepiklese
- Interzessionen
- Schlussdoxologie

Das Hochgebet wird vom Zelebranten überwiegend in Orantenhaltung gesungen oder gesprochen. Die Präfation und das Sanctus sollen nach Möglichkeit immer gesungen werden. In katholischen Messen werden bei der Konzelebration Wandlungs- und Kommunionepiklese sowie der Einsetzungsbericht vom Haupt- und den Konzelebranten gemeinsam (jener laut, diese leise) vorgetragen, die Konzelebranten können einzelne Strophen der Interzessionen übernehmen.

## Orthodoxe und orientalisch-orthodoxe Kirchen

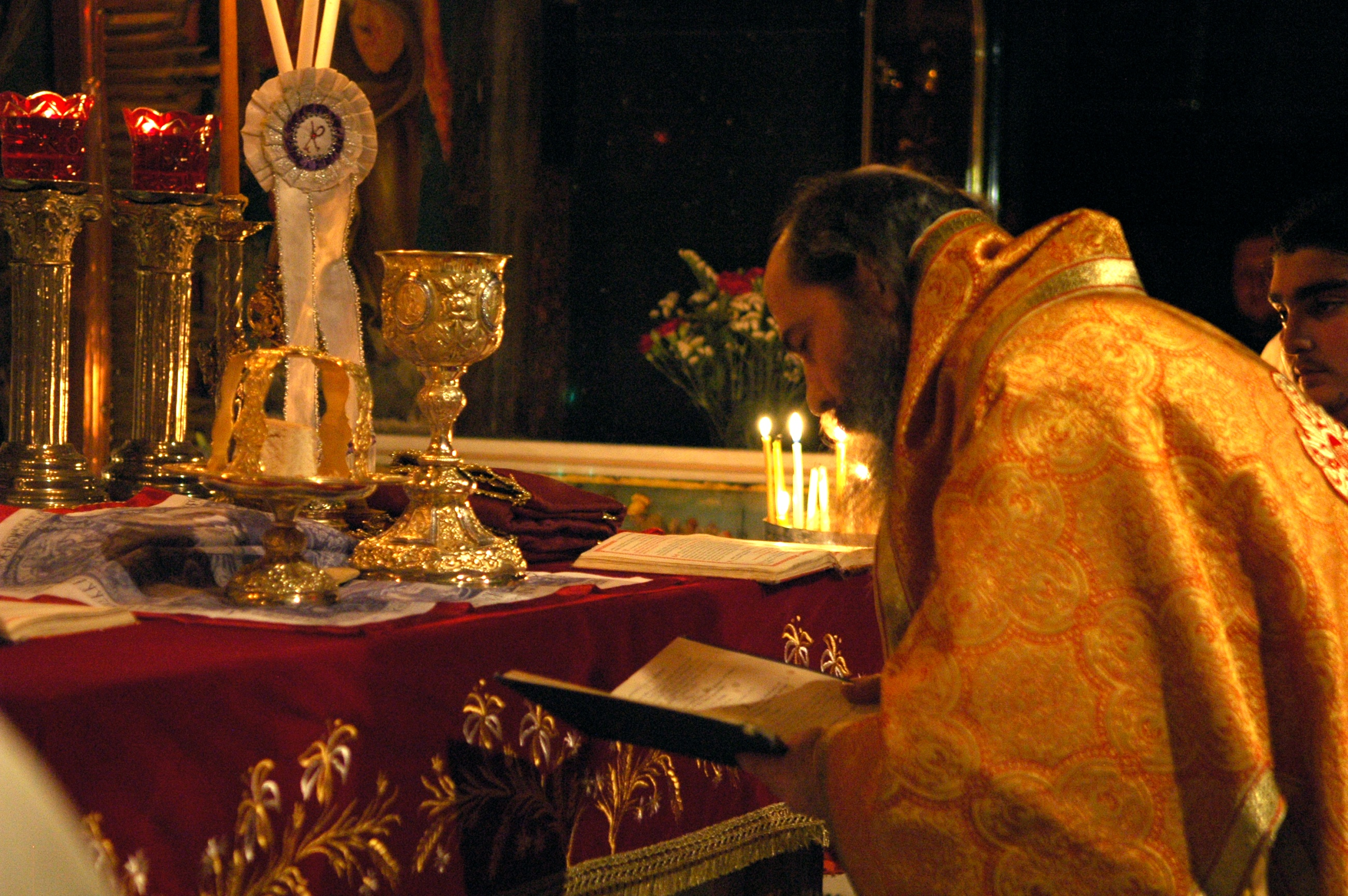
Rezitation des Hochgebetes in einer byzantinischen Liturgie

In der orthodoxen und den orientalisch-orthodoxen Kirchen sind eucharistische Liturgien mit verschiedenen Hochgebeten, z. B. der Basilius-Anaphora, ab dem 4. und 5. Jahrhundert bekannt. Das Hochgebet in der ostkirchlichen Liturgie hat auch die obige Grundstruktur, mit dem Unterschied, dass es keine gespaltene Epiklese, sondern nur eine Epiklese (die die Wandlungs- und Kommunionepiklese zusammenfasst) nach der Anamnese kennt und oftmals ausführlicher und variantenreicher ist als die des katholischen Westens.
Die Anaphora der Chrysostosmosliturgie wie der Basileiosliturgie hat den folgenden Aufbau. Der Aufforderung zu ehrfürchtigem Stehen folgt der Einleitungsdialog zwischen Zelebrant und Gläubigen. Anschließend singt der Zelebrant das der römischen Präfation entsprechende Anaphoragebet „Würdig ist es und gerecht …“, das mit dem „Heilig, heilig, heilig“ (also mit dem Sanctus wie in der römischen Liturgie, nicht dem Trishaghion) endet.
Darauf folgt die Anamnese mit den abschließenden Amen. Ihr schließt sich die Darbringung der geheiligten Gaben an mit dem Gebet „Eingedenk also dieses erlösenden Gebotes … bringen wir dir dar das Deine von dem Deinigen ….“ Nun folgt die Epiklese mit den Bitten um die Geistsendung zur Verwandlung des Brotes und dessen, „was in diesem Kelche ist“, zu Leib und Blut Christi. Nach dem dreimaligen Amen wird in der Anamnese der Heiligen, der Gottesgebärerin, der Verstorbenen und der Lebenden gedacht. Mit der Doxologie wird dieser Teil beschlossen.
Die ostsyrische Anaphora der Apostel Addai und Mari ist ohne Einsetzungsbericht überliefert.
Ein bestimmter Augenblick oder eine einzelne Formel für die Wandlung der Gaben ist nicht definiert, das Hochgebet wird als unteilbares Ganzes betrachtet, das das Geheimnis der Verwandlung von Brot und Wein bewirkt. Jedoch gilt die Epiklese, die Bitte um die Mitwirkung des Heiligen Geistes, als unverzichtbar.

## Altkatholische Kirche
In der altkatholischen Kirche wird das Hochgebet durchgängig Eucharistiegebet (lateinisch: prex eucharistica) genannt und seine innere Einheit betont. Daher wird ihm als Ganzes konsekratorische Kraft – durch das Wirken des Heiligen Geistes – zugesprochen, was z. B. darin zum Ausdruck kommt, dass der Altardienst erst nach dem Amen seitens der Gemeinde eine Kniebeuge macht.
In der Alt-Katholischen Kirche in Deutschland sind 23 Eucharistiegebete in Gebrauch, die von ihrer Struktur her sowohl dem römisch-alexandrinischen Typ als auch dem antiochenischen Typ entsprechen. Das Hippolyt von Rom zugeschriebene Eucharistiegebet aus der „Traditio Apostolica“ findet sich als Eucharistiegebet I in einer recht wortgetreuen Übertragung, während das römische Eucharistiegebet (Canon Romanus) in einer freieren Übersetzung übernommen wurde. Die meisten übrigen Texte sind modernen Ursprungs und entstammen sowohl der eigenen (Eucharistiegebet der Utrechter Union) als auch anderen Traditionen (z. B. Lima-Liturgie). In den fünf eucharistischen Gebeten der Christkatholischen Kirche der Schweiz folgt die ungetrennte Epiklese auf Brot und Wein und auf die Gemeinschaft immer der Anamnese.

## Anglikanische Kirche
In der anglikanischen Kirche sind unterschiedliche Hochgebete in Gebrauch. In Common Worship (s. Book of Common Prayer) finden sich Hochgebete, die sowohl eine gespaltene als auch eine einheitliche Epiklese aufweisen. Auffällig ist, dass an keiner Stelle Gott direkt gebeten wird, seinen Geist auf die Gaben zu senden oder dass um deren Heiligung und die Heiligung der Gemeinde gebeten wird. Stattdessen findet sich in fast allen eucharistischen Gebeten die Formulierung, dass Brot und Wein „für uns“ Leib und Blut Christi seien („may be to us“). Dies entspricht dem Eucharistie-Verständnis des protestantisch-evangelikalen Flügels (Low Church) der anglikanischen Kirche, die dem Gedanken einer realen Wandlung ablehnend gegenübersteht. Im anglo-katholischen Flügel (High Church) ist auch der Canon Romanus in Gebrauch, entweder in Form des Römischen Ritus oder des Sarum-Ritus, dem vortridentinischen Mess-Ordo der Kirche von Salisbury.

## Lutherische Kirche
In der lutherischen Kirche war das Hochgebet beim Abendmahl in der Nachfolge Martin Luthers auf Eröffnungsdialog, Präfation, Sanctus und Einsetzungsworte Jesu reduziert worden. Theologischer Grund dafür war, dass Luther den von ihm als beherrschend empfundenen Opfergedanken im altrömischen Messkanon ablehnte. Schon seit Beginn des 20. Jahrhunderts gibt es jedoch Bestrebungen, das Hochgebet in seiner entfalteten Form für die lutherische Abendmahlsliturgie wiederzugewinnen. Seit dem Agendenwerk 1956 ist eine mögliche Reihenfolge im Gemeindegottesdienst:
- Präfation
- Sanctus (Heilig, Heilig, Heilig)
- Epiklese (Bitte um den Heiligen Geist)
- Einsetzungsworte
- Anamnese (Heilsgedächtnis)
- Akklamation (Geheimnis des Glaubens. Deinen Tod, o Herr, verkünden wir …)
- Vaterunser
- Pax (Friedensgruß)
- Agnus Dei (Christe, Du Lamm Gottes)
- Kommunion (Austeilung)

In den Gemeinden der Selbständigen Evangelisch-Lutherischen Kirche (SELK) ist diese sogenannte Abendmahlsform B in Gebrauch.